# 骑士宫 (赫尔辛基)

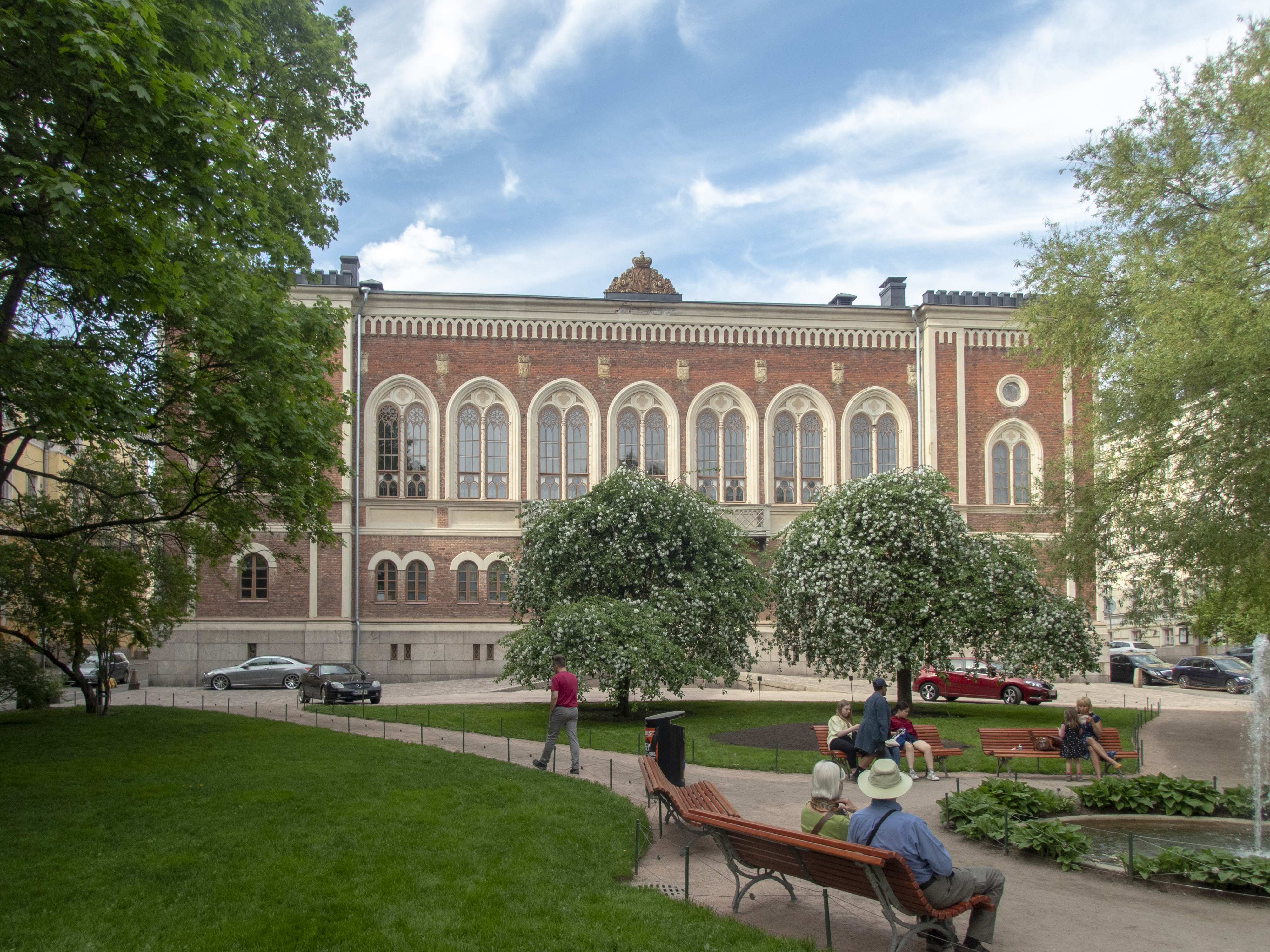
2018年时的骑士宫

骑士宫（芬蘭語：Ritarihuone），或称贵族院，是芬兰首都赫尔辛基的一座哥德復興式建築，现在为代表芬兰贵族的协会所使用。芬兰贵族阶层在1857年购买了此地皮，该建筑在1862年完工，建筑师为耶奥里·特奥多尔·基厄维茨。贵族院也是四院制的芬兰大公国议会中代表最高阶层贵族阶层的议院。